# Alchemilla connivens
Alchemilla connivens — вид квіткових рослин з родини трояндових (Rosaceae). Ареал: Німеччина (Баден-Вюртемберг, Баварія, Гессен), Швейцарія, Австрія, Південна Польща, Словаччина, Північна Іспанія, Андорра, Франція, Північна Італія, Словенія, Хорватія, Чорногорія, Південно-Східна Сербія, Косово, Румунія, Болгарія, Західна Україна.
В Україні вид росте в Карпатах (Ів.-Франківська область, Чивчинські гори; Чернівецька область, с. Шепіт).